# アラワク族

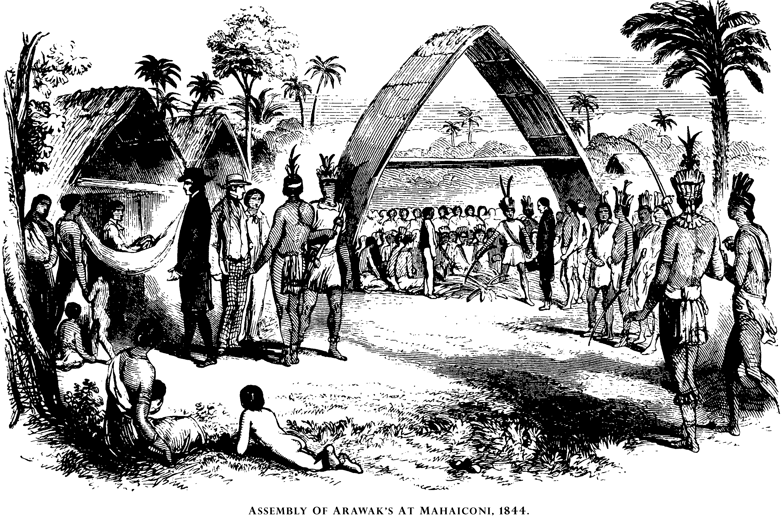
アラワクの村（19世紀半ばの記事から）

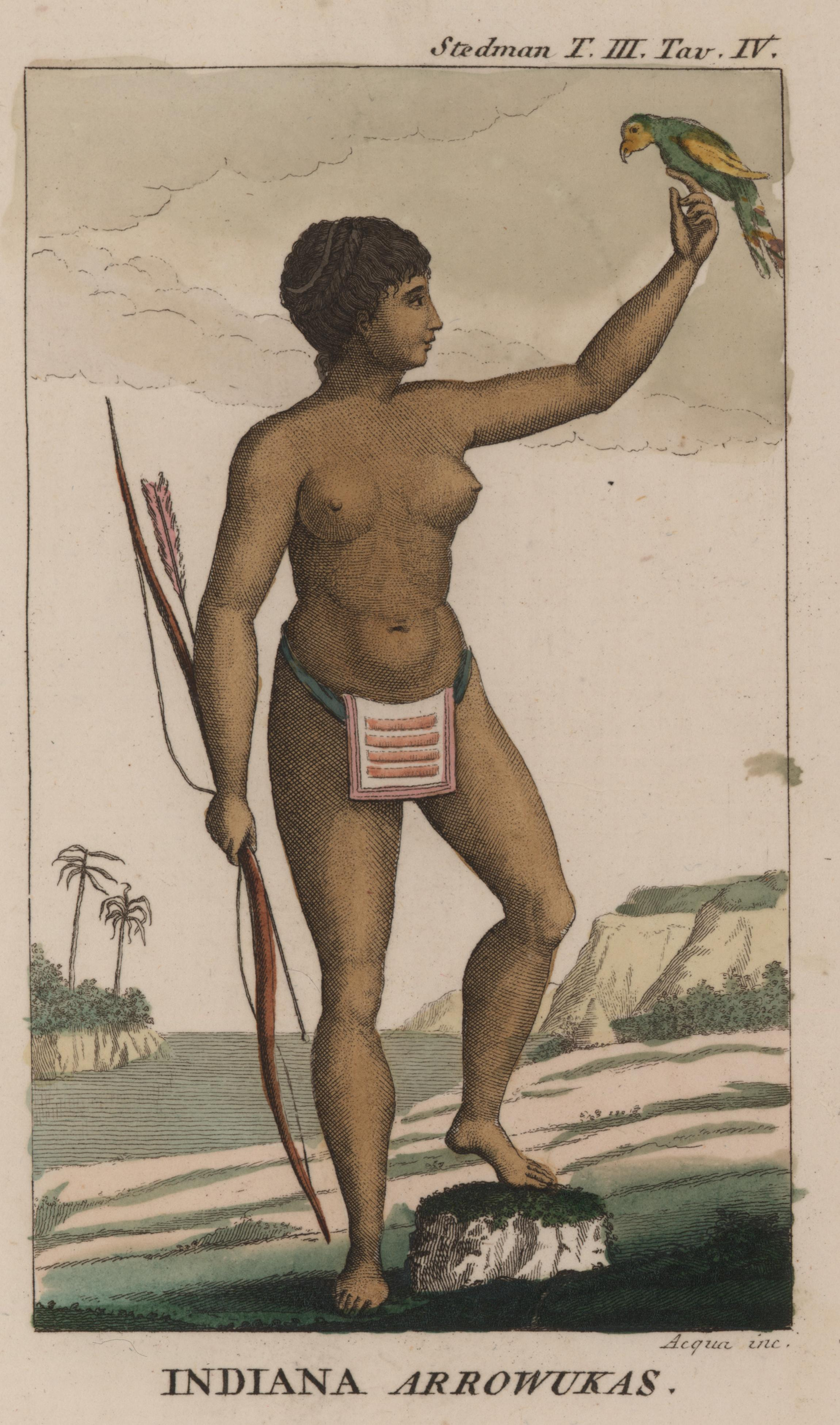
アラワク族の女性
J.G.ステッドマンの著書から

アラワク族（アラワクぞく、Arawak）は、南米ボリビアの北西部やペルーのモンクーナヤ地方、スリナムとガイアナおよびアマゾン下流域などに定住するアメリカ先住民族。アラワク語を話す。

## 歴史
かつては南米からカヌーでカリブ海の島々に渡り住んでいた。スペイン人が新大陸侵攻を始める前は、カシーケと言われる首長を頂点に、近隣の部族との戦争でとらえられた捕虜を奴隷として使う成層社会を形成していた。
スペイン人による新大陸侵入以来、アラワク族は急激にその数を減じていった。特に、西インド諸島に定住していたアラワク族は、敵対していたカリブ族やヨーロッパ人の侵攻などにより、民族としての滅亡への道を辿る。小アンティル諸島に定住していたアラワク族は、まず、同じ南米から来たカリブ族に追いやられた。そして、西インド諸島の島々がヨーロッパ人により次々と征服されると、キューバやジャマイカやイスパニョーラ島など大アンティル諸島の島々に定住していたアラワク族は強制労働を強いられた。追い討ちをかけるように、ヨーロッパ人が持ち込んだ病気により、免疫力が殆ど無いアラワク族は激減して行った。その結果、現在では、西インド諸島では民族としてのアラワク族は存在しない。
現在は小さな集落にかたまって暮らし、一般に共通の言語や共通の習慣・婚姻関係によって結ばれた親族関係によって辛うじて統合されている。主に狩猟や食物採集に従事していて、また、樹皮製カヌーで漁労を行う。開けた平原や乾燥した台地においては、マニオク、トウモロコシ、ワタを中心とした原始的農耕を行っている。
このように一部の中南米の地域のみにおいて、アラワク族は細々と生き延びている。

## 関連文献
- 国本伊代 編『カリブ海世界を知るための70章』明石書店、2017年。
- アーヴィング・ラウス（英語版） 著、杉野目康子 訳『タイノ人―コロンブスが出会ったカリブの民』法政大学出版局〈叢書ウニベルシタス〉、2004年。（原書 Rouse, Irving (1992), The Tainos: Rise and Decline of the People Who Greeted Columbus (英語), Yale University Press）